# Parilyrgis longirostris
Parilyrgis longirostris là một loài bướm đêm trong họ Erebidae.